# ASIT
아시트(영어: ASIT; Advanced Systematic Inventive Thinking)는 창의적 사고기법의 한 가지이다. 복잡한 트리즈(TRIZ) 원리를 현장에서 쉽게 활용할 수 있도록 개발한 도구. 사고의 의도적 제한을 통해 무한한 사고의 자유를 추구한다. 아시트는 크게 문제해결과 아이디어발상법으로 나눌 수 있다.